# Sint-Martinuskerk (Beveren)
De Sint-Martinuskerk is de parochiekerk van de Oost-Vlaamse plaats Beveren, gelegen aan de Grote Markt 23. Ze is gewijd aan de H. Martinus van Tours.

## Geschiedenis
In de 11e en 12e eeuw werd een driebeukige romaanse kruiskerk gebouwd, met een achtkante vieringtoren in Lediaanse steen. In de eerste helft van de 13e eeuw werd de toren met één geleding verhoogd. In of kort na de 15e eeuw werd de romaanse kerk gesloopt en vervangen door een gotisch bouwwerk. De vieringtoren bleef daarbij gespaard.
Vanaf 1652 werden de vensters verhoogd en nieuwe gewelven aangebracht. In 1839-1840 werden een vierde en vijfde zijbeuk toegevoegd en in 1888 kwam een nieuwe voorgevel tot stand.

## Gebouw
Het betreft een vijfbeukige pseudobasiliek met gotische en neogotische elementen. De vieringtoren is romaans. Het koor is vijfzijdig afgesloten.

## Patrimonium
Het interieur is in de laat 19e eeuw aangepast, de nieuwe altaren werden in neogotieke stijl gesneden. Het interieur is sober en de muren zijn wit gekalkt. Het patrimonium bestaat uit verschillende schilderijen, waaronder: 
de Marteldood van Sint-Sebastiaan, naar Gaspar de Crayer
Kruisafneming door Jan Baptist Herregouts (1679). 
Het oudste snijwerk dateert uit de 17de eeuw, waaronder de preekstoel (gesneden in 1621), het koorgestoelte (1658), het hoogaltaar (1661-1668) door Lucas Faydherbe, de communiebank (1685), 
Het 18de-eeuwse snijwerk bestaat uit een gepolychromeerde H. familie, gesigneerd walter Pompe, een biechtstoel van 1770 en de koorlambrisering (1786).
Vermeldenswaardig zijn de verschillende obbiten van de edele familie de Brouchoven de Bergeycken, een groot rijkgeborduurd barok antependium, afkomstig uit het Wilhelmhietenklooster, een voormalige gift van mgr. Triest.

## Galerij

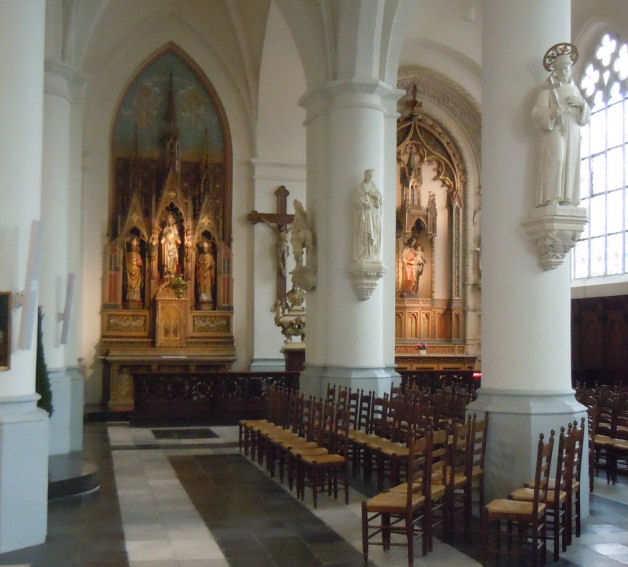
Zijbeuk
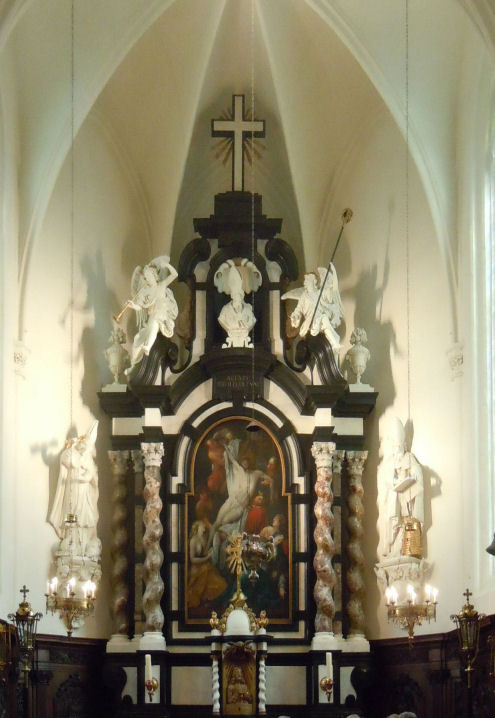
Hoogaltaar; toegeschreven aan Lucas Faydherbe
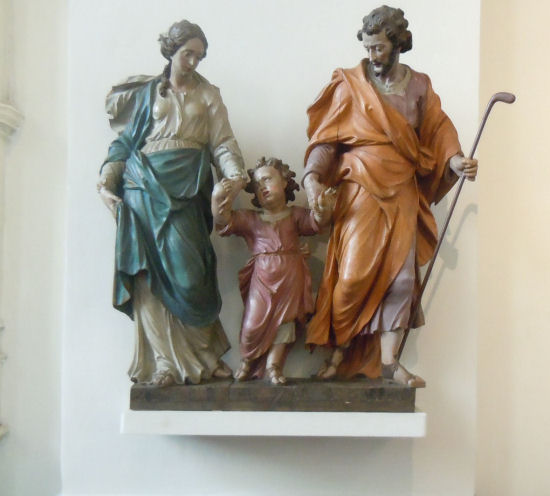
H. Familie, sculptuur van Walter Pompe